# 崇福寺跡

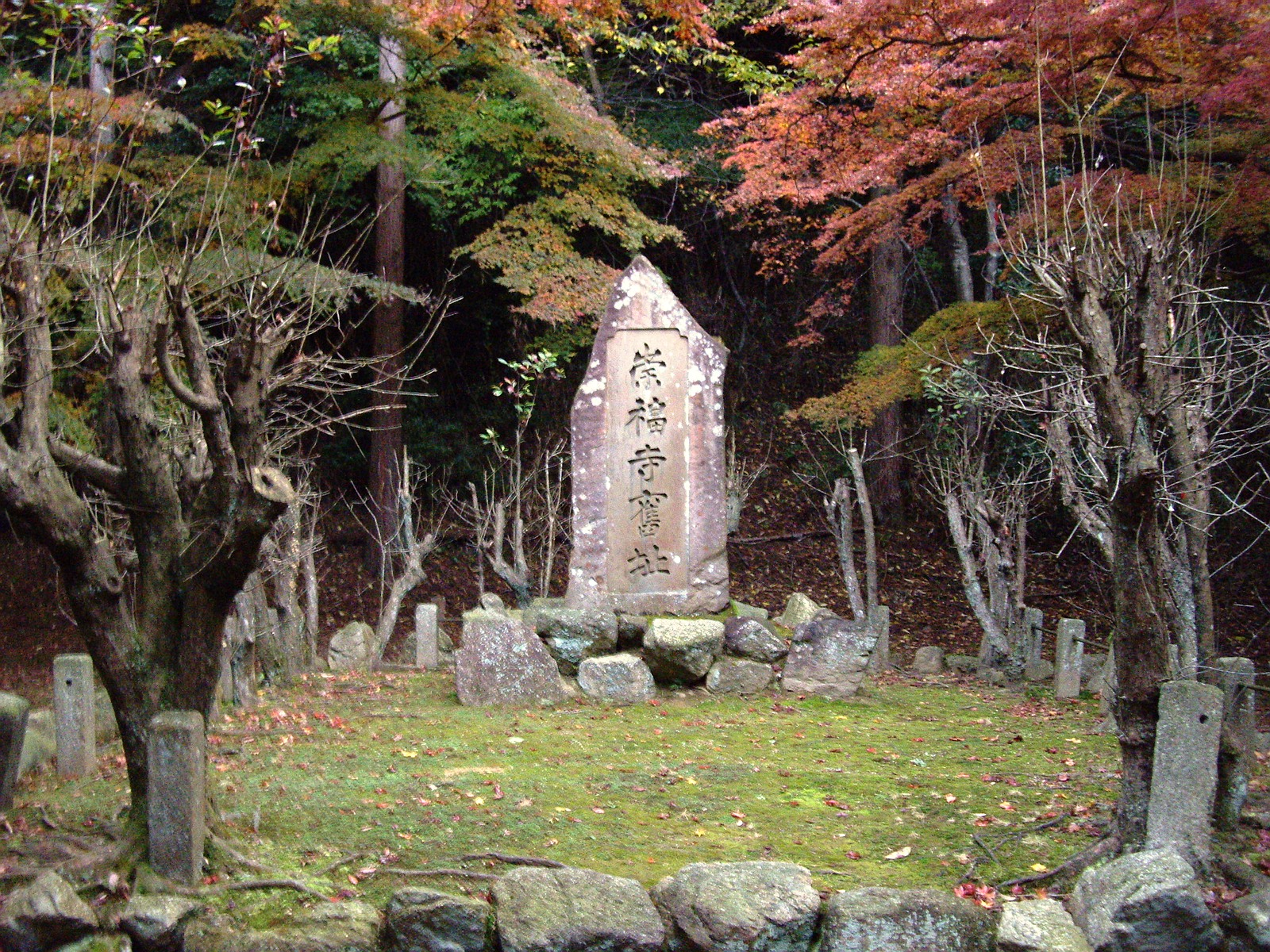
「崇福寺旧址」碑

崇福寺跡（すうふくじあと）は、滋賀県大津市にある飛鳥時代後期から室町時代にかけて存在した寺院の遺跡。3つの尾根にまたがって建築群があり、崇福寺と奈良時代末期に建立された梵釈寺の複合遺跡とする説が有力である。また出土した崇福寺塔心礎納置品は国宝に指定されており、遺跡は国の史跡と歴史的風土特別保存地区に指定されている。本記事では史跡としての崇福寺跡と、文献資料にみる崇福寺について記述する。

## 崇福寺跡

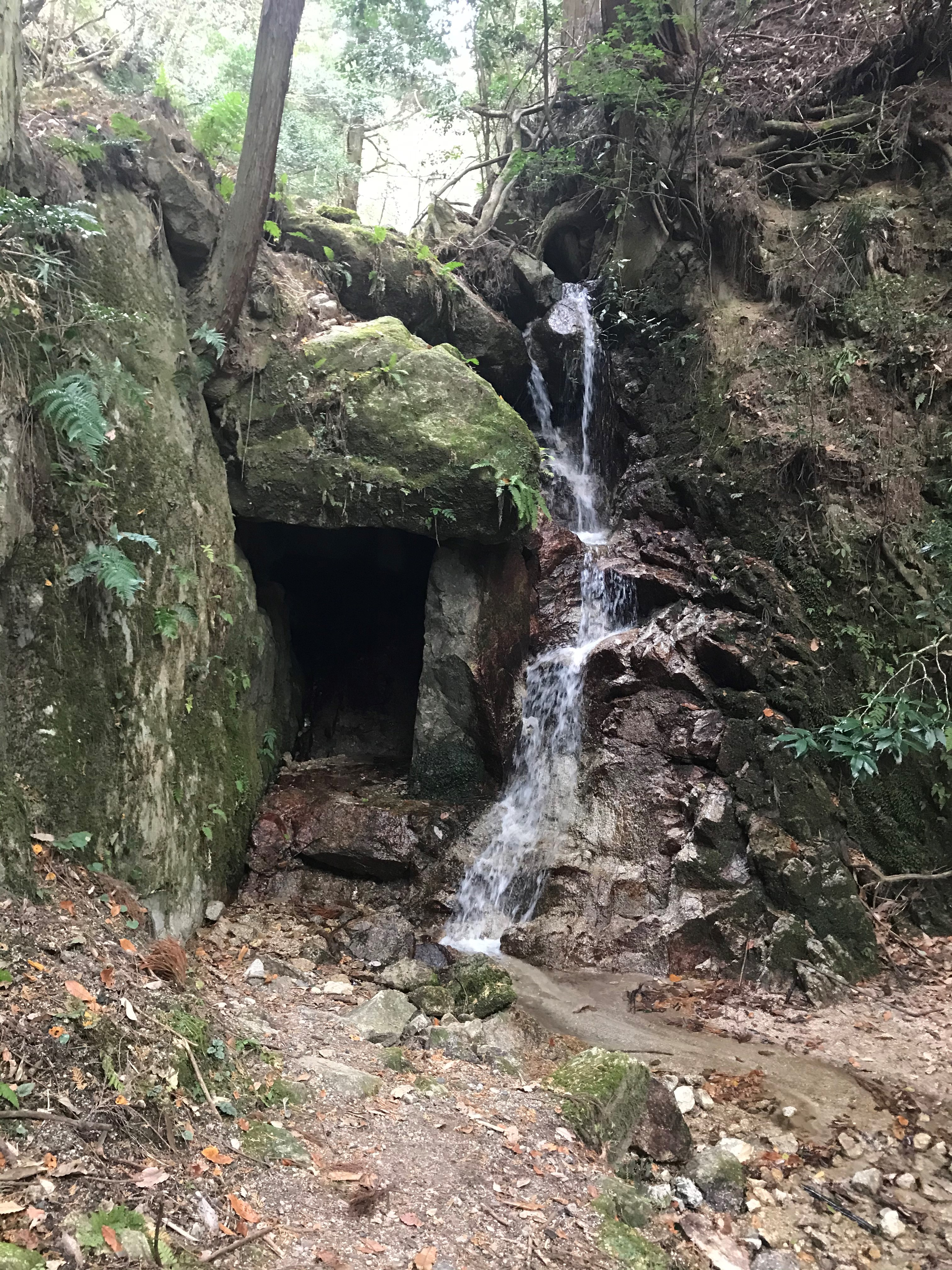
金仙滝 横の岩窟は崇福寺創建縁起にある霊窟を想起させる

遺跡は比叡山から南に延びる尾根の東斜面に位置する。2回にわたる発掘調査で遺跡は谷を挟む3つの尾根に分布していることが判明している。3つの尾根はそれぞれ北から北尾根、中尾根（丸山ともいう）、南尾根と呼称されている。北尾根は弥勒堂跡など、中尾根には西側に小金堂跡と東に塔跡など、南尾根に金堂跡と講堂跡と経蔵跡などがあり、それぞれ礎石や基壇、瓦などの遺物が出土している。
遺跡は1941年に国指定の史跡となって整備されているが、史跡内には百穴古墳群、長尾瓦窯跡もある。また、北尾根と中尾根の間に流れる川には、金仙滝がある。
崇福寺跡は史跡に指定されてから調査が行われておらず、遺構の全体が把握されているとは言い難い。現在までに把握されている遺構以外に、周辺には人為的に平坦にしたと思われる場所が複数確認されており、土器などが採取されている。肥後和男は南尾根の東方の平地について僧房跡と推測したが、詳細は不明である。また、地元で「志賀寺跡」や「ソートー」と呼ばれている平場もあるが、詳しい調査が行われていない。

### 崇福寺跡発掘の経緯
崇福寺跡の調査は近江大津宮（以下、大津宮）の所在地論争と不可分であった。天智天皇が遷都した宮殿について『今昔物語集』には粟津宮（大津市粟津町付近か？）と記載されるなど、遅くとも平安末期にはその所在が不明となっていたが、明治に至ると天智天皇のいわば聖蹟である大津宮の所在を明らかにしようという機運が高まっていた。この頃の考古学会では大津宮はわずか5年で廃されたことや、当時の宮殿が礎石や瓦を用いないことから、その痕跡を求めることは困難であり、大津宮から北西の山中にあるとされる崇福寺や、その近隣にあるとされる梵釈寺から、間接的に位置を探ろうとする考えが主流であった。

#### 大津宮と崇福寺
明治43年に喜田貞吉は、大津宮の所在地について郷土史家であった木村一郎の説を一部取り入れて『大津京遷都考』を発表。地元の伝承を元に滋賀里山中遺跡（現在の崇福寺跡。以下同じ）を崇福寺跡とし、その南東の滋賀里の太鼓塚・蟻の内近辺を大津宮とする説を発表した。この説を拠り所として、大正4年に大正天皇の御大典紀念事業として、地元有志によって滋賀里山中遺跡の南尾根に崇福寺旧址記念碑（現存）が建設された。また、同時期に南滋賀に白鳳期の瓦や塔心礎がある廃寺跡が知られていたが、喜田はこれを梵釈寺跡とした。大正末期ごろから『滋賀縣史』を編纂作業を進めていた牧信之助は、喜田の説を支持したうえで、桓武天皇が大津宮の跡地に梵釈寺を建立したと推測し、南滋賀遺跡について「梵釈寺跡＝大津宮内の仏殿跡」説を発表する。これに対し梅原末治は、白鳳期の瓦が出土する南滋賀遺跡を崇福寺跡とする方が自然であると主張した。
このような論争を受けて、滋賀県が南滋賀遺跡と滋賀里山中遺跡を大津京関連遺跡として調査を計画。昭和3年から4年にかけて肥後を調査委員として第一次発掘調査を行う。この調査により滋賀里山中遺跡が3つの尾根にまたがることなどが明らかにされたが、出土品として平安時代を遡るものは発見されなかった。白鳳期の瓦が出土しないことについて肥後は、『扶桑略記』に檜皮葺とあることから従来の説と矛盾しないとしたうえで、北尾根と中尾根の伽藍配置が、『扶桑略記』の記載と酷似することや瓦積基壇から崇福寺跡と比定した。
この発掘調査結果により、滋賀県は南滋賀遺跡を志賀宮阯伝承地、滋賀里山中遺跡を崇福寺阯伝承地と仮指定する。一方で、梅原などの一部考古学者には、瓦編年を軽視すべきでなく滋賀里山中遺跡は白鳳時代に遡りえないとする意見も根強かった。
そうした中で、皇紀2600年記念事業として天智天皇を主祭神とする近江神宮造営の勅許が下り、天智天皇の聖蹟を確定しようとする機運が再び高揚した。滋賀県は大津宮の所在地論争に終止符を打つべく、昭和13年から14年にかけて南滋賀遺跡について第二次発掘調査を実施した。調査委員は柴田實で、指導員として梅原も参加した。その調査の最中に滋賀里山中遺跡の中尾根の北側で崖崩れがおき、近隣住民が土砂の中から白鳳期の瓦と塼仏を発見した。この一報を受けて、第二次発掘調査が滋賀里山中遺跡でも行われることとなった。この調査によって、第一次調査では失われたとされていた塔心礎が地中から発見され、舎利容器が出土した。また、伽藍跡の正確な測量を行い、南尾根の建物と北尾根・中尾根の建物の方位が微妙にずれている事が明らかになり、異なる寺院である可能性が指摘された。これらの調査結果から梅原も自説を撤回し、滋賀里山中遺跡を白鳳時代の遺跡であり崇福寺跡とする説を追認した。
また、南滋賀遺跡から出土する白鳳期の瓦について柴田は、大津宮の廃都から梵釈寺建立の間に逸名の白鳳時代の前身寺院があったとする説でこれを説明し、引き続き南滋賀遺跡について「梵釈寺跡＝大津宮」説を取った。これらの調査を受けて、昭和16年に滋賀里山中遺跡は崇福寺跡として国史跡に指定された。

#### 崇福寺・梵釈寺論争
一方で、昭和16年に石田茂作は出土した舎利容器の格狭間の様式などから塔心礎納置品を平安時代のものとする説を発表。それらを理由に梅原が撤回した滋賀里山中遺跡を梵釈寺跡、南滋賀遺跡を崇福寺跡とする説を再び取った。これにより梅原と石田の間で崇福寺・梵釈寺論争と称される激しい論争が起きた。梅田は石田が根拠とした格狭間の様式について、奈良時代の遺物が極めて少ない点から根拠として薄弱としたうえで、朝鮮半島の慶州皇福寺の石塔（706年建立）から出土した舎利容器との類似性を指摘。また、瓦、塼仏、鏡の様式、地下式塔心礎、瓦積基壇などを総合的に判断すれば、白鳳寺院であることは疑いないとした。これに対し石田は、出土した白鳳期の瓦が著しく少ないことや、塼仏、鏡の年代観について根拠が薄弱としたうえで、白鳳期に山岳寺院の例がないこと、嵯峨天皇の行幸は崇福寺を経て梵釈寺に至ることから、崇福寺が麓で梵釈寺を山中とする説などを根拠にした。
こうした論争が交わされている昭和17年に、塔心礎納置品の旧国宝指定を進めていた文部省国宝調査室から、発表前の指定解説書が流出した。そこに平安朝と記されていたことから滋賀県が抗議し、旧国宝指定が見送られる騒動になった。

#### 梵釈寺の所在地と現在の定説
福山敏男は、近世に至るまで崇福寺と梵釈寺が隣接していたと考えられていたと指摘したうえで、梵釈寺の別称が四天王寺であったことから長岡京の東方鎮護であったと推測しま。その性格から山岳寺院であったとし、確認される寺院跡では崇福寺跡の南尾根が適当とする説を昭和21年に発表した。また、田中重久は同時期に梵釈寺に関連する和歌から山中にあったと推測し、福山の説を支持した。これらにより、現在は崇福寺が北尾根と中尾根、梵釈寺が南尾根で、南滋賀遺跡が逸名の白鳳寺院とするのが通説となっている。後年に南尾根から出土した塼から「梵」の文字が発見されたことなど、定説を補強する発見もあった。なお、南滋賀遺跡は昭和32年に南滋賀町廃寺跡として国史跡に指定され、大津宮は大津市錦織の遺跡に比定され、昭和54年に国史跡に指定されている。

### 伽藍
北尾根、中尾根の建築群の軸は南北軸に対し東に7度の偏りがあるが、南尾根の建築群の偏りは東に2度であり、異なる寺院であると考えられている。北尾根と中尾根の寺院の伽藍配置について、講堂が金堂の北東に位置するなど若干の相違があるものの、おおよそ川原寺式を踏襲しているとされる。

#### 北尾根

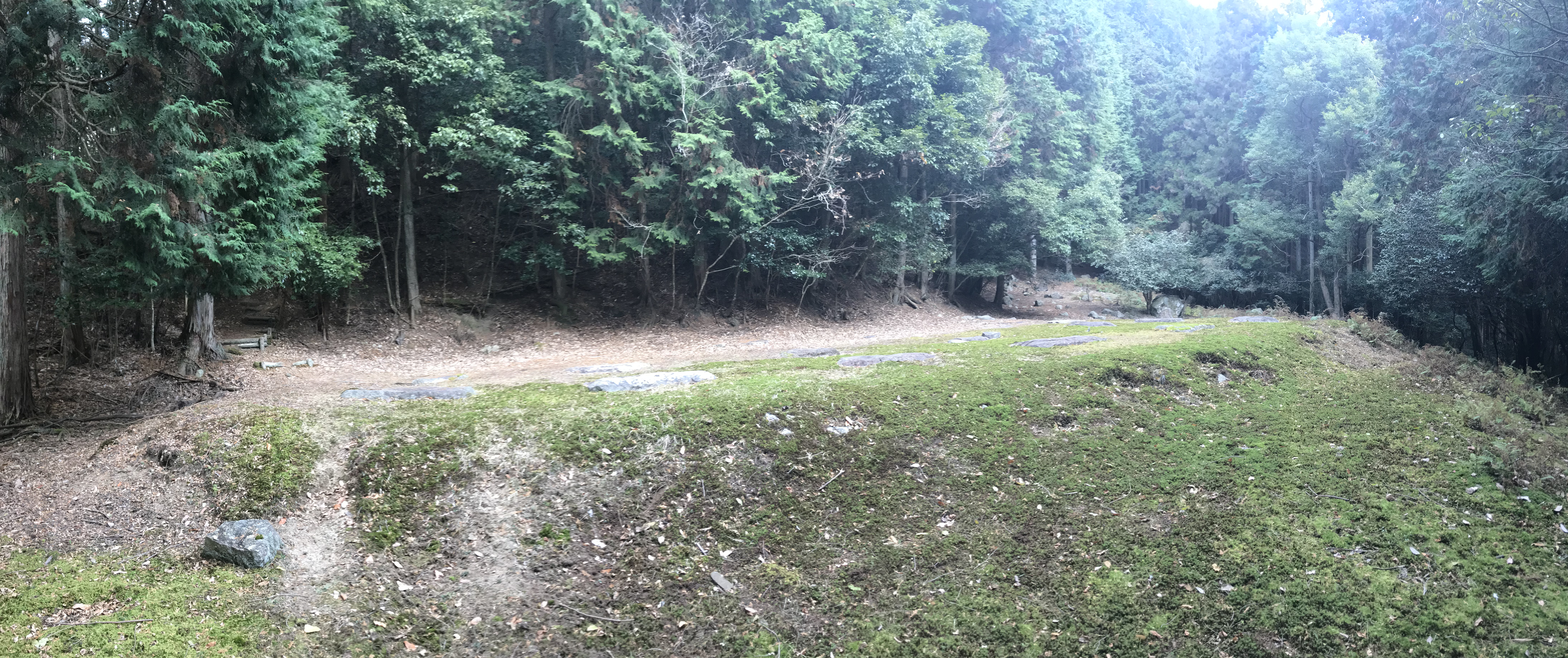
弥勒堂基壇

北尾根の建築群は北西から南東に降り伸びる尾根の南側斜面を削って設けた40m×25m程度の平場にある。平場の西側に弥勒堂跡とされる瓦積基壇があり、基壇内に間口5間、奥行き3間の礎石が並ぶ。また、基壇の外側にも東西南面に2列並ぶ礎石があり、さらに南側中央には3間分の礎石が向拝状に並ぶ。基壇の外に礎石があることについては、後世の増築によるものと考えられている。また、基壇外の礎石は基壇上の礎石と比べて最大1.8mほど低いものもあり、文献資料にある中尾根に渡る橋であった可能性がある。
弥勒堂の東方には、等高線に沿って北東から南西方向に17mほどの長さの石垣がある。この石垣は乱積みで高さ1.2mほどになる。尾根筋を固める為のものと考えられ、弥勒堂跡の南側にも東西方向に伸ばされていたと考えられている。石垣の北端付近には東西方向に基壇がある。この基壇は3mほどの瓦積基壇であるが、瓦を平積みではなく合掌状に立てて並べられている。礎石などはなく規模は不明だが、文献資料では弥勒堂の東に講堂があったと記されている。

#### 中尾根

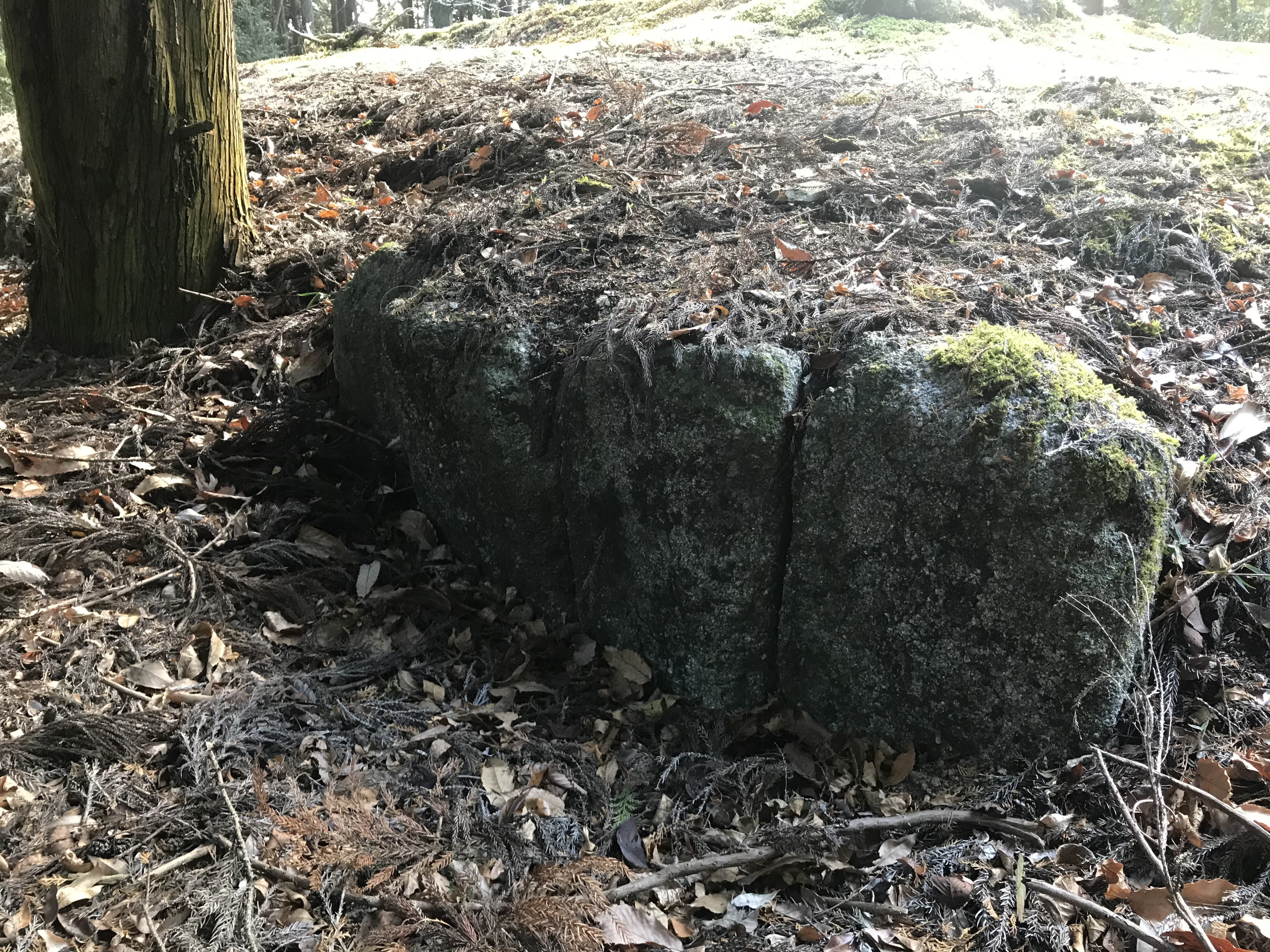
中尾根北側の二重基壇

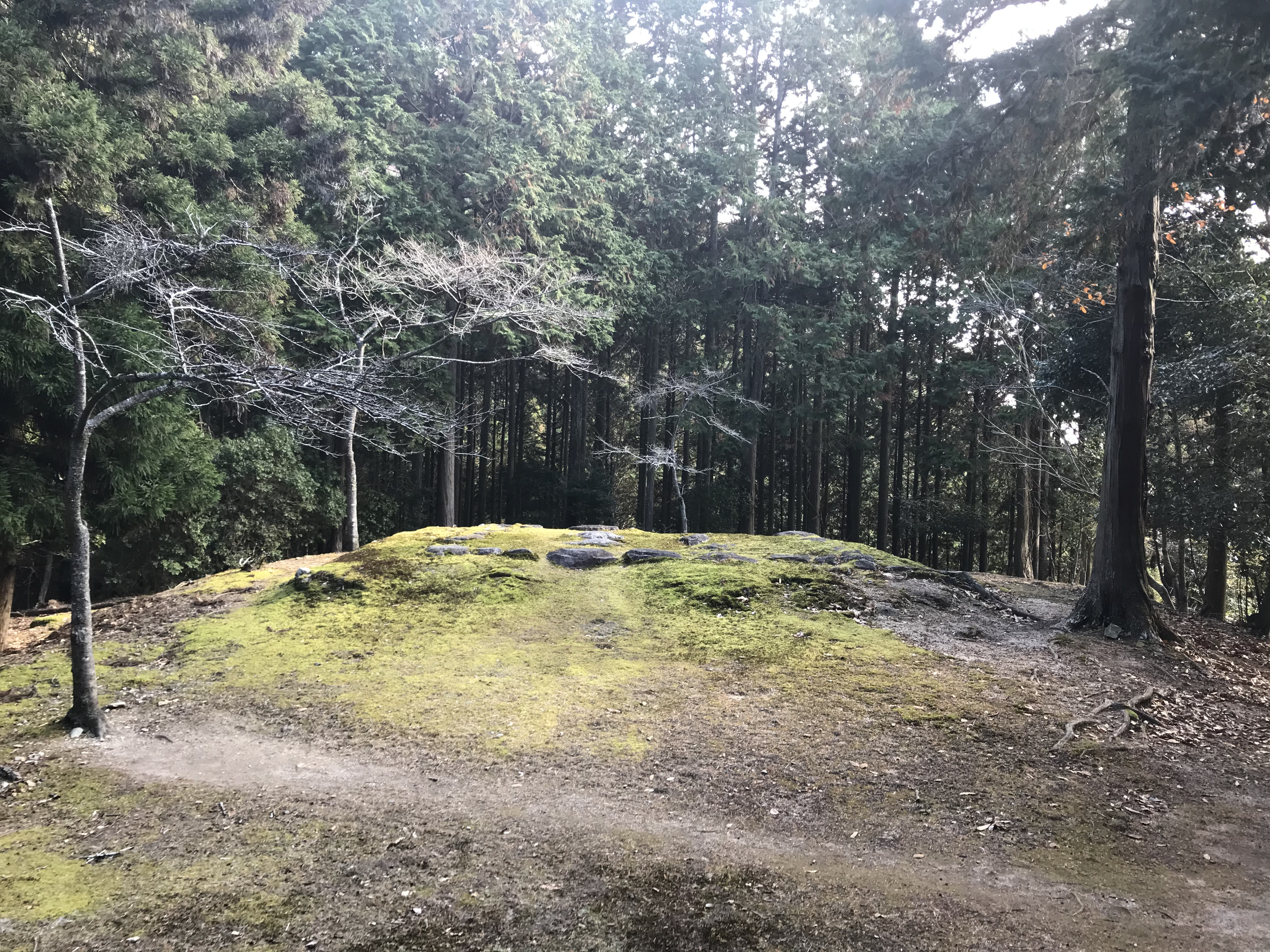
塔基壇

中尾根の建築群は南北を谷に挟まれ、東に向かい下がっていく尾根を平坦に削って設けた40m×18m程度の平場にある。東は塔跡、西は小金堂跡と考えられ、それぞれ礎石と基壇を残す。その二つを囲うように別の基壇が中尾根北側に東西方向に33mほど残っているが、同様の基壇が尾根筋を固めるように東側や南側にもあったと考えられている。その基壇は根石から控えて切石が並べられており、二重基壇と考えられる。基壇は小金堂と塔の中間部分で階段状になっている。
塔跡は3間四方で一辺が約6.2mである。基壇が残るが根石はほとんど残っていない。基壇中央の地表から1.2m下、岩盤を掘り下げて塔心礎を据えている。塔心礎は長辺1.8m、短辺1.5mの自然石であるが、上面は平滑に仕上げられて中央に径52cm、深さ10cm程度の柱座が穿たれている。また、塔心礎の南側面も平滑に仕上げられ、奥行21cm、高さ18cmほどの舎利孔が穿たれ、石で蓋をされていた。舎利孔内部は朱で塗られ、金箔が押されていた。舎利孔内から舎利容器などが出土したが、後述する理由により出土状況は定かではない。四天柱と側柱の礎石は径75cmの円柱座が刳りだされ、側柱の礎石は地覆受けも付いている。礎石は一部剥落しており火災の影響と思われる。この塔は文献資料により三重塔と考えられている。
小金堂跡は間口3間、奥行き3間（もしくは間口3間、奥行き2間で東面に庇が付く）で、周囲に基壇があり一部根石も残されていた。小金堂は東面しており『扶桑略記』に本尊が阿弥陀如来とする記述に合致している。
また、塔より東には南北方向に並ぶ3つの礎石があり、塔などと軸が揃っていることから関連する施設の跡と思われる。用途は定かではないが、梶原義実は2間四方の鐘楼であった可能性を指摘している。

#### 南尾根

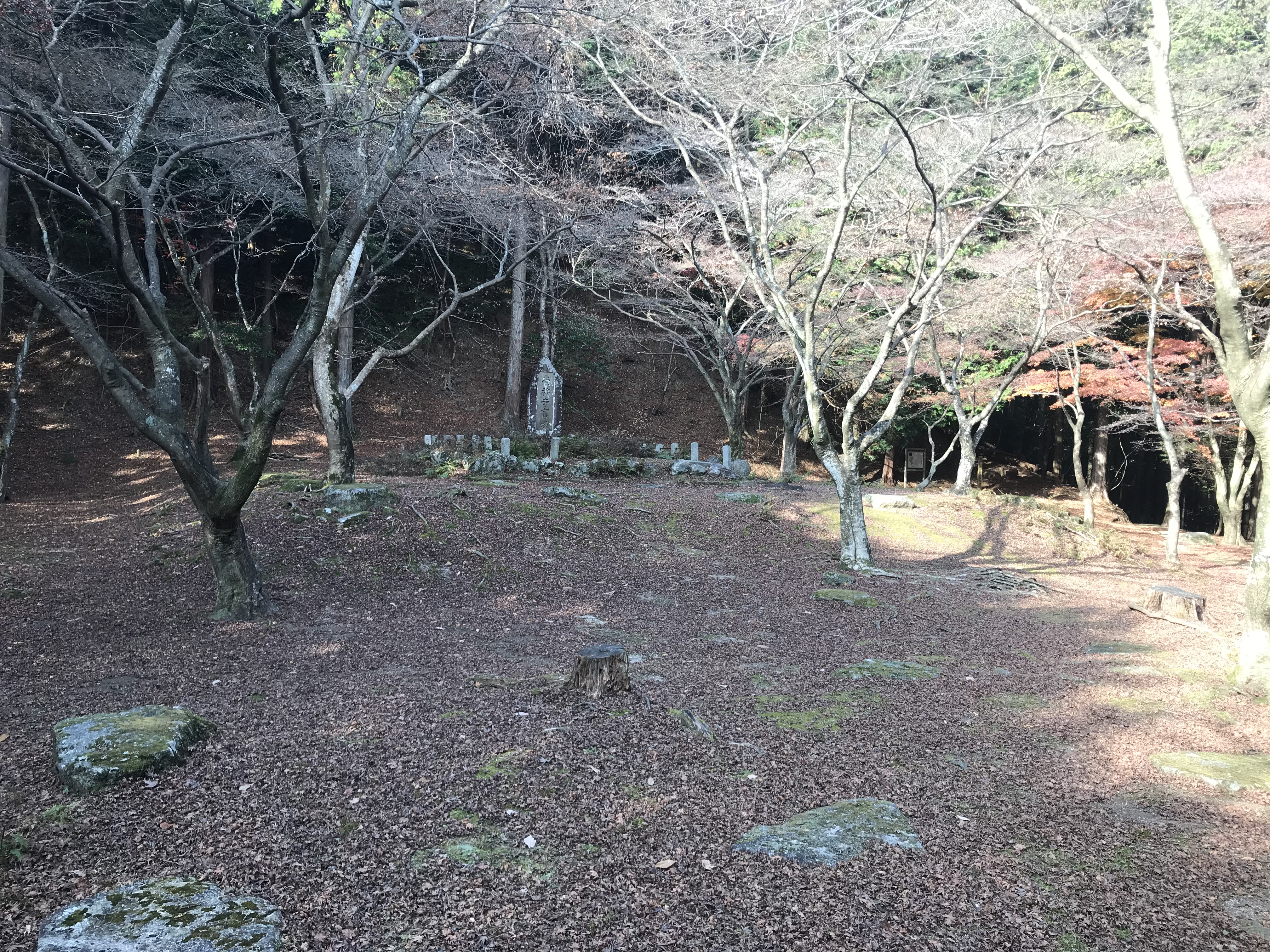
金堂基壇 手前の礎石は講堂

南尾根の建築群は南北を谷に挟まれ、東に向かい下がっていく尾根を平坦に削った42m×43m程の平場にある。西側は金堂跡とされ、基壇と礎石群が残る。金堂は南向きと思われ、間口5間、奥行き4間である。花崗岩製の礎石は径75cmの円柱座が刳りだされ、そのうち2個には中央に出枘がある。また、中央の間口3間奥行き2間には須弥壇があったと思われ、礎石間に狭間石が置かれている。金堂跡基壇南側には一段低い基壇が続いており、向拝がついていたと考えられる。
金堂の東側には講堂跡といわれる礎石群が残る。堂は南向でき間口5間、奥行き4間でやや低い基壇の上にあり、その南側に並ぶ2列の礎石は庇であったと考えられている。講堂跡の北側には間口3間、奥行き2間の礎石群があり、これにも低い基壇がある。肥後は経蔵跡と推測してる。
この平場の北西部に別の平場があり、東西4間、南北3間の礎石9個が発見されているが、調査は行われていない。また、南尾根の礎石群から東側に降る途中に平場があり、肥後は僧房跡と推測した。表層から瓦や陶器が採取されたが詳しい調査は行われておらず、礎石などの建物跡は不明である。

### 崇福寺塔心礎納置品

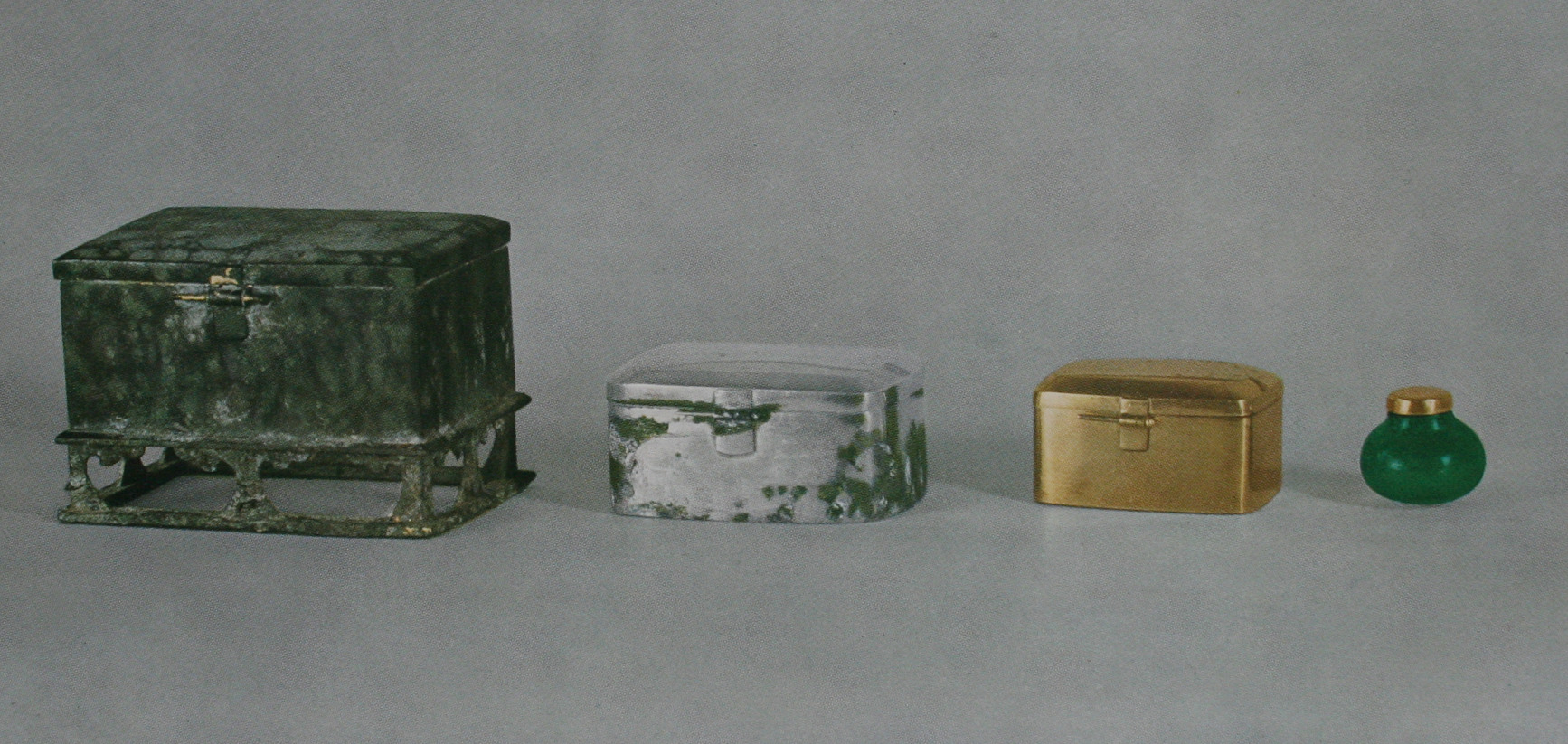
塔心礎納置品のうち舎利容器

塔心礎の舎利孔内部から、舎利容器とその中から舎利（水晶）と紫水晶、南京玉。舎利容器の周囲から鏡などの荘厳具が出土。奈良時代の考古資料として一括して昭和19年に重要文化財（旧国宝）指定、昭和27年に国宝指定。近江神宮が所有し、京都国立博物館に寄託されている。

#### 納置品盗掘騒動
塔心礎納置品が出土した経緯にはトラブルがあった。第二次発掘調査において柴田は遺跡全体を測量する必要性を感じ、測量士の推挙を梅原に依頼した。梅原は測量士Aを推薦した。Aはトランシットと平板測量を併用する方法を考古学会に持ち込んだ人物で、京都大学の発掘調査に度々従事していた。測量を進めたAは、塔跡の中央に塔心礎がないことに不満を覚え、南滋賀遺跡の発掘に専念していた柴田に塔跡中心を掘ることを申し出て、柴田もこれを認めた。一方で、Aは測量に向かったきり一週間も下宿先に戻らなくなり、これを不審に思った梅原は、大学院生を状況確認のために向かわせたところ、Aが地元住民と共に塔心礎を地中から発見したところであった。報告を受けた梅原は翌日に柴田に連絡するが繋がらず、そうしている間にAらは舎利容器を取り出してしまった。Aは高麗寺塔跡（木津川市）の発掘にも参加しており、礎石の南側面に舎利孔があることを知っていた。
舎利容器を手にしたAは、塔心礎を埋め戻し、翌日に梅原の元に現れて得意げに報告をした。貴重な遺物が素人により記録が残されないままに掘り出されてしまったことに驚いた梅原は、次善策としてAの立会のもとで塔心礎などの出土状況の検証を柴田らと行った。すると、Aが提示した出土品と出土状況が一致しないことが判明した。Aと地元住民は警察に連行され、厳しい取り調べが行われた。地元住民は出土品の窃盗を認め、隠し持っていた銀貨2枚と鏡1枚が押収されたが、Aは否認しつづけて釈放される。
翌年にAは雲崗石窟の実測に従事するが、その際の酒宴で「崇福寺の秘宝はまだある」と口走り翌朝に逃亡した。数日後に京城駅で逮捕され、再び警察署で取り調べを受ける。Aが銀銭を鴨川に平行する疎水に投棄したと証言したことから川底を100ｍほどさらったが何も発見できず、Aは再び釈放された。結局は、少なくとも銀貨1枚が行方不明のままに旧国宝に指定されて現在に至っている。なお、塔心礎の柱座の周囲には栗石の残骸があり心柱の柱脚を支えていたと考えられるが、これも破壊されており詳細は不明である。

#### 納置品と制作年代
出土した納置品は盗掘や再納置の痕跡がなく、塔の創建と同時に納められたものと考えられ、その制作年代から塔の創建時期について考察されている。
舎利容器は3重入れ子状の箱の中に瑠璃舎利瓶を納めた4重容器となっている。外箱は青銅製で鋳造で鍍金されている。箱と蓋は別鋳で被せ蓋になっており、前後に留め具があり留め釘を挿し込んで留めている。寸法は長寸10cm、短寸7.4cm、高さ7.6cm（うち脚高2.4cm）で、格狭間を各面に2つずつ設けた脚が付いている。この格狭間の形状について石田は、平安初期の様相としたうえで、梵釈寺説の根拠とした。中箱は銀板製で、蓋は1枚板の打ち出しで、箱は1枚板を曲げて箱側面を作り底に別板を貼っている。蓋は印籠蓋で前後に留め具があり、宝珠をあしらった留め釘を挿し込んで止めている。寸法は長寸8cm、短寸5.6cm、高さ4cmで全体的に丸みを帯びた形状となっている。内箱は金板製で、形や製作法は中箱に類似する。寸法は長寸6.2cm、短寸4.3cm、高さ3.4cmである。内部には舎利瓶を安置するための受け座が鋲留めされている。受け座は花形で8弁、花弁は花形の透かしと点線彫で縁取りされている。点線彫による縁取りは、沖ノ島出土品や法隆寺救世観音像に見られ、古墳時代から飛鳥白鳳時代の特徴とされる。瑠璃瓶は径3cm高3cm口径1.8cmで濃緑色。口縁に金箔が押されて金の蓋が被せられていた。元来は舎利瓶内にあったと思われる舎利は、出土したときに瓶が倒れたようで内箱の中から見つかった。舎利は水晶で1㎜以下の粒が3つであった。外箱と中箱の間には石膏状の泥で満たされており、紫水晶2個、孔の空いた南京玉14個が発見された。泥は香泥と思われる。
舎利箱の外側からは銀銭12枚（うち1枚は逸失）が出土。銀銭は富本銭以前に流通していたとも言われる無文銀銭で、舎利箱の脚に癒着していた。径3cm重10g程度で10枚に穴が穿たれていた他に、2枚には「田」字状の刻印がある。
共伴する鉄鏡は径7cm、厚0.3cmで、背面に金銅板を張り付け銀の縁で留め付けている。背面は唐草模様で地を魚々子打ちが施され、中央の鈕座は八弁の花形が透かし彫りになっている。これに似た鏡が奈良県松山古墳から出土している。魚々子打ちは、日本においては7世紀後半から見られるが、渡来品であればこれを遡る可能性があるとされている。
その他に鈴2個、糸孔のある硬玉3個、腐敗した木片多数が出土した。何らかの荘厳具と思われるが、出土時の状況がわからず詳細は不明である。

### その他の出土品
瓦は数が少ないものの、白鳳時代まで遡る瓦が出土している。北尾根からは、紀寺式軒丸瓦と重弧文軒平瓦が出土した。中尾根からは川原寺式軒丸瓦と輻線文縁複弁八葉蓮華文軒丸瓦、重弧文軒平瓦、鬼瓦も出土している。南尾根からは平安時代の瓦が出土しているが、崇福寺跡から南東に550ｍほどの位置にある長尾瓦窯跡で焼かれたことが分かっている。
塼仏は小金堂と塔の北斜面から出土した。いずれも破片であるが、復元すると縦16cm横12cm程度の独尊塼仏で、火焔のような後背をおい蓮弁に乗る如来坐像である。定印を組むものと胸で合掌するものの2種類が確認されているが、日本では如来の合掌像は珍しく、初唐様式に類似するとされる。釘穴や背面に残る壁土などから堂内の壁面を荘厳していたと考えられる。また、塑像は丈六如来像の螺髪や45cmほどの小像の一部が出土している。
泥塔は弥勒堂付近から多数出土した。高さは10cm前後。どのように用いたものか不明であるが、承保3年の塔供養に用いられた可能性が指摘されている。
いくつかの金属片も出土している。中尾根の東斜面からは梵鐘と水煙（相輪の一部）と思われる金属片が見つかっている。梵鐘片は平安時代の特徴を有するが、鋳造に用いられた砂が残るなど実用されたと考えにくく、坩堝や鞴羽口、銅滓なども見つかっていることから、ごく短期間に利用された鋳造工房跡と考えられる。また、発掘調査以前に近隣住民が見つけ出していた遺物として仏具と思われる金属椀などが伝わっている。
他に陶器類、陶硯、古銭（皇朝十二銭が全て出土するが宋銭はない）などが出土しているが、いずれも平安末期から降るものは出土しておらず、肥後は平安末期の火災で焼失したのちに崇福寺が当地を離れた可能性を指摘している。

## 文献資料にみる崇福寺
崇福寺は文献資料では志賀寺、あるいは志賀山寺（志我山寺、紫郷山寺などの別字も含む）などとも記されている。櫻井信也は創建当初は志賀山寺と称し、8世紀頃に崇福寺の寺号が与えられたが、その後も志賀山寺（志賀寺）と崇福寺が併用されていたと推測している。

### 崇福寺の歴史
『扶桑略記』には「天智天皇6年（667年）2月に天智天皇の夢に法師が現れて、宮の北西の山中に霊窟があるので外に出て見るようにといって消えた。起きてその方角を見ると山中が輝いており、翌日に人を遣ると夢の通りに霊窟がみつかった。(中略)そこで天智天皇は翌年1月に寺院を創建した」との縁起が記されている。縁起は「整地をすると、高さ1.6mほどの奇妙な宝鐸が掘り出された」と続く。この記述を最古の銅鐸出土記録とする説もあるが、瑞祥記事の一種で後の脚色とする説もある。
崇福寺の造立理由について『扶桑略記』には「奉為二恩」とあり、両親である舒明天皇と斉明天皇への追善意識が想定されるが、『延暦僧録』には「奉為三天皇読経礼仏」とあり、その三天皇が誰を指すのかは定かではない。また『扶桑略記』『延暦僧録』の記述からは天智天皇の弥勒信仰がうかがえる。なお『延暦僧録』には「天智天皇が指を切り落とし燈籠に納めた」と記されている。事の真偽は不明であるが『今昔物語集』にも引かれる古事であることから、それなりに信じられていたと考えられる。
前述のように崇福寺の創建は天智天皇7年（668年）であると一般に知られている。しかし『扶桑略記』に「建崇福寺。始令平地。」とあるようにこの年は造成の着工を示すもので完成はずっと後になると考えられている。一般に古代寺院の造営は長時間を要し、法興寺は金堂の完成まで18年、栗原寺は塔の完成まで21年を要しており、崇福寺の造成は山寺という特殊性や壬申の乱の混乱もあり困難を伴っていたと考えられている。肥後は『崇福寺綵錦寶幢記』の「辛未之年、勅旨詳矣」の記述により完成を天智天皇10年（671年）とするが、櫻井は3年足らずで完成するとは思えないとし、『公事根源』に「天智天皇の国忌は崇福寺にて行われる。朱鳥2年（687年）より始まる」とあることから、この頃までに金堂などの建立が終わっていたと推測している。
また持統天皇3年（689年）に逝去した草壁皇子の追善法会が行われた可能性や後述する推測などにより、持統天皇が父天智天皇の勅願寺である崇福寺を庇護したという説がある。
その後『続日本紀』によると大宝元年（701年）に「近江志我山寺封。起庚子年（700年）計満三十年」と定められる。大宝禄令では寺封は5年とするのと比べて例外的な優遇処置を受けたと言える。こうした厚遇について櫻井は、同時期に山科陵の造営や天智天皇の命日を国忌に定めた事と合わせて、天智天皇の追善意識を高揚する目的があったと推測している。その寺封の満了前である天平元年（729年）には「紫郷山寺者入官寺之例」とあり、官寺として朝廷の庇護を引き続き受けたと考えられる。
天喜5年（1057年）の崇福寺再興の折に崇福寺別当を務めた大僧正明尊が後に園城寺長吏になったことを先鞭に、園城寺の高僧が崇福寺別当に補される記録が散見され、この頃から園城寺の関係性が強くなった事がうかがえる。長寛元年（1163年）には延暦寺と園城寺の抗争に巻き込まれて、崇福寺梵釈寺も類焼する記録がある。これも含めて創建から平安末期に至るまでに5回の罹災が記録されており再興もされたようだが、これにより崇福寺は荒廃していったと考えられる。
寛喜2年（1230年）の勅により崇福寺は園城寺の中北両院に付属させられた。この頃、中北両院は園城寺南院と激しく争って互いの堂宇を焼き討ちするなどして荒廃しており、崇福寺を中北両院に付属させたのはその復興のためであったと考えられる。また鎌倉末期成立の『延暦寺護国縁起』には「崇福寺の往時の面影はその跡に無く」とあり、この頃までに崇福寺は崇福寺跡から場所を移していたと考えられる。
永和3年（1377年）の文書に法勝寺の再興を助成する目的で毎年料足を納める寺院の中に崇福寺の名がみえる。他の寺院と比べて多いことからある程度の寺勢を保っていたと思われる。また西教寺に伝わる『刀八毘沙門祭文』の奥書に寛正5年（1464年）に崇福寺で書写したと書かれており、この頃まで法灯を保っていたことが確認できる。

### 所在地と伽藍
その所在地について文献資料には「大津宮の北西の長等山」（『三宝絵詞』『扶桑略記』『今昔物語集』）で「志賀の山越えの途中」（『大和物語』137段）などと記される。長等山は大津宮から南西の方角にあり矛盾があるが、9世紀頃には大津宮は粟津にあったと考えられていた事からの錯誤だと考えられている。
伽藍について『扶桑略記』（天智七年正月十七日条）と『延暦僧録』（近江天皇菩薩伝）の記述には若干の祖語があるものの、読み下すとおおよそ以下のようになる。
金堂一基は五間檜皮葺。丈六弥勒菩薩像一体と両脇侍に菩薩像。
金堂の東に講堂一基五間檜皮葺。薬師如来像一体と脇侍二体。
金堂の南谷に橋廊を東西2本架け、南尾根に小金堂一基三間檜皮葺。阿弥陀如来像一体と両脇侍に菩薩像。
小金堂の東に三重塔一基檜皮葺。四方仏と両脇侍に菩薩像
以上にあるように所在地や伽藍は文献資料と遺跡で良く対応しているとされる。
ただし、二つの史料が何時の姿を伝えたものかは不明である。中西常雄は『延暦僧録』は延暦年間、『扶桑略記』の内容は崇福寺縁起と伝わっているが10世紀から12世紀ごろの姿と推測している。あわせて『扶桑略記』には檜皮葺や板葺の記載があり、崇福寺が記録に残る最古の檜皮葺とされることもあるが、白鳳期の瓦が出土していることから創建時の姿であったか疑問視する説もある。なお文献資料にあるが未発見の堂宇として、燈籠、鐘楼、僧房、食屋、厨坊、器室、湯屋、法華堂などがある。また『延暦僧録』にある「造食屋厨坊器室高脚」の記述や『扶桑略記』にある「法華堂が南谷底に崩れ落ちた」の記載より一部の堂宇が懸造であった可能性が指摘されている。

### 文学にみる崇福寺
- 万葉集（巻2-115）

「穂積皇子に勅して、近江の志賀の山寺に遣はす時に、但馬皇女の作らす歌一首」
北山茂夫は万葉集巻1の「近江の荒れたる都を過ぎし時、柿本人麻呂の作る歌」の考察で持統天皇が持統天皇3年（689年）ごろに近江志賀へ行幸したと推測した上で、この歌にある穂積皇子は志賀行幸にあたっての勅使、あるいは行幸後の恩寵を伝達するための勅使であったと推測している。櫻井は『日本書紀』の持統6年（692年）閏五月己酉条に「郭務悰が天智天皇の為に造った阿弥陀仏像を上送するよう太宰府に指示した」という記述より、崇福寺に阿弥陀仏像を安置するための勅使であったと推測している。
- 枕草子(清少納言)二〇八段　三巻本「日本古典文学大系」

「寺は壺坂。笠置。法輪。霊山は、釈迦仏の御すみかなるがあはれなるなり。石山。粉河。志賀」

### 略歴
以下、文献資料にある記録の抜粋。
- 天智7年（668年） 崇福寺創建（『扶桑略記』）
- 大宝元年（701年） 滋賀山寺の封戸を30年で満了とする（『続日本紀』）
- 和銅6年（713年） 近江守藤原武智麻呂が滋賀山寺を参拝（『武智麻呂伝』）
- 天平元年（729年） 紫香山寺を官寺の例に加える（『続日本紀』）

- 天平12年（740年） 聖武天皇が禾津頓宮から滋賀山寺へ行幸（『続日本紀』）
- 天平勝宝8歳（756年） 近江朝の書法百巻を崇福寺に施入（『続日本紀』）
- 天平勝宝8歳（756年） 橘奈良麻呂が初めて志賀寺に伝法会を行う（『三宝絵詞』）
- 宝亀5年（774年） 東大寺が天智天皇のために滋賀山寺の僧を招いて読経悔過を行う（『東大寺要録』）
- 延暦5年（786年） 梵釈寺創建（『類聚三代格』）
- 延暦17年（794年） 崇福寺を十大寺にし三綱の役僧を定める（『類聚三代格』）
- 大同元年（806年） 桓武天皇の四七日の斎を崇福寺で行う（『日本後紀』）
- 弘仁6年（815年） 嵯峨天皇が韓崎に行幸する途中に崇福寺に寄り、後に梵釈寺に寄り、別当永忠、護命が迎える（『経国集』『文華秀麗集』）
- 弘仁10年（829年） 勅して崇福寺の僧を20人と定める（『日本紀略』）
- 承和4年（837年） 梵釈寺崇福寺以下20ヵ寺において旬毎に輪轉させる（『続日本後記』）
- 嘉祥2年（849年） 太皇大后が梵釈寺と崇福寺に嵯峨天皇の冥福を祈らせる（『続日本後記』）
- 斉衡3年（856年） 崇福寺梵釈寺など14ヵ寺において一切経を読ませる（『文徳宝録』）
- 延喜14年（914年） 崇福寺火災、地を払って残るなし（『扶桑略記』『日本紀略』）修理料五千束、伝法会料一万束（『延喜式』）
- 延長5年（927年） 崇福寺弥勒新像供養（『扶桑略記』『日本紀略』）
- 康保2年（965年） 崇福寺失火、堂塔仏像経蔵鐘楼僧房、悉く焼け落ちる。（『扶桑略記』『日本紀略』）
- 天延4年（976年） 崇福寺の法華堂が地震で谷底に落ち、弥勒堂の北西部が落石で損壊する（『扶桑略記』）
- 寛仁3年（1019年） 道長、崇福寺弥勒会に詣でる（『栄花物語』）
- 治安2年（1022年） 崇福寺が落雷によって焼失（『日本紀略』『左経記』）
- 長元9年（1036年） 後一条天皇六七日の斎を崇福寺にて修める（『左経記』）
- 天喜5年（1057年） 崇福寺供養（『扶桑略記』『園城寺伝記』）
- 承保3年（1076年） 志賀寺塔供養（『扶桑略記』）
- 永保元年（1081年） 崇福寺が園城寺と共に焼失する（『扶桑略記』『寺門伝記補録』）
- 久寿2年（1155年） 近衛天皇の六七日の御忌を崇福寺にて修める（『兵範記』）
- 長寛元年（1163年） 延暦寺が園城寺を焼き、崇福寺、梵釈寺も類焼する（『寺門伝記補録』『三井続燈録』）
- 寛喜2年（1230年） 崇福寺が園城寺中北両院に属する（『三井続燈録』）
- 永和3年（1377年） 法勝寺興行の為、崇福寺より毎年二貫文を出させる（『西教寺文書』）
- 享保19年（1734年） 寒川辰清が大津宮、崇福寺、梵釈寺の阯について推測する（『近江輿地志略』）

## その他
- 盛安寺にある木造十一面観音立像は、崇福寺伝来との伝承があるが来歴は不明。平安末期の作と思われ、四臂で錫杖を持つ。重要文化財に指定されている[70]。
- 園城寺の五別所の一つ、尾蔵寺は『寺門伝記補録』に慶祚が11世紀初め頃に崇福寺から十一面観音霊像を移して建立したと記されている。その後に尾蔵寺は廃絶したが、十一面観音立像は微妙寺に伝わり、現在は三井寺文化財収納庫にて展示。この縁起が正しければ崇福寺伝来の十一面観音立像である。桧一木造りで像高80.8cm。像の特徴などから平安初期（9世紀前半）の作とみられ、重要文化財に指定されている[71]。
- 鞍馬寺には「造崇福印」と刻された銅印が伝わっている[72]。
- 町田久成は1890年に園城寺子院・光浄院の住職になるが、崇福寺の住職も兼任しその復興に奔走した。『町田久成略伝』（東京大学史料編纂所蔵）や『志賀山再建并梵鐘浄財募縁』（園城寺蔵）によると、白衣観音の願筆の揮毫、あるいは智証大師一千年遠忌にあたり園城寺朝鮮鐘を模して崇福寺鐘の鋳造を企画し、浄財を募って崇福寺の復興に充てようとしていた。なお、崇福寺鐘は完成後に光浄院に置かれていたが、昭和18年に軍に供出された。しかし鋳つぶされることなく終戦を迎え、昭和21年に園城寺に返還され円満院に仮安置されたようだが現在は所在不明[73][74]。